# Anfitrite
Anfitrite (in greco antico: Ἀμφιτρίτη?, Amphitrìtē) nella mitologia greca è la sposa di Poseidone e madre di Tritone. È una delle Nereidi ed ha i capelli neri e veste un'armatura di colore verde. In arte veniva rappresentata come giovane e bella, o seduta in trono o vicino a Poseidone, o ancora su un carro con lui, circondata da un seguito di Tritoni e Nereidi in groppa a cavalli, tori ed altri animali marini; in generale, porta i capelli sciolti sulle spalle ed ha i regali attributi del diadema e dello scettro.
Nella mitologia romana, viene chiamata Salacia. È responsabile della trasformazione di Scilla, in quanto consultò la maga Circe che le fece gettare in mare delle erbe magiche che la trasformarono in un mostro.

## Mitologia

### Nella Teogonia
Nella Teogonia di Esiodo è figlia di Nereo e Doride, da cui Nereide, mentre è figlia di Oceano e di Teti secondo Apollodoro, che l'annovera sia fra le Nereidi che fra le Oceanidi.

### Nell'epica omerica

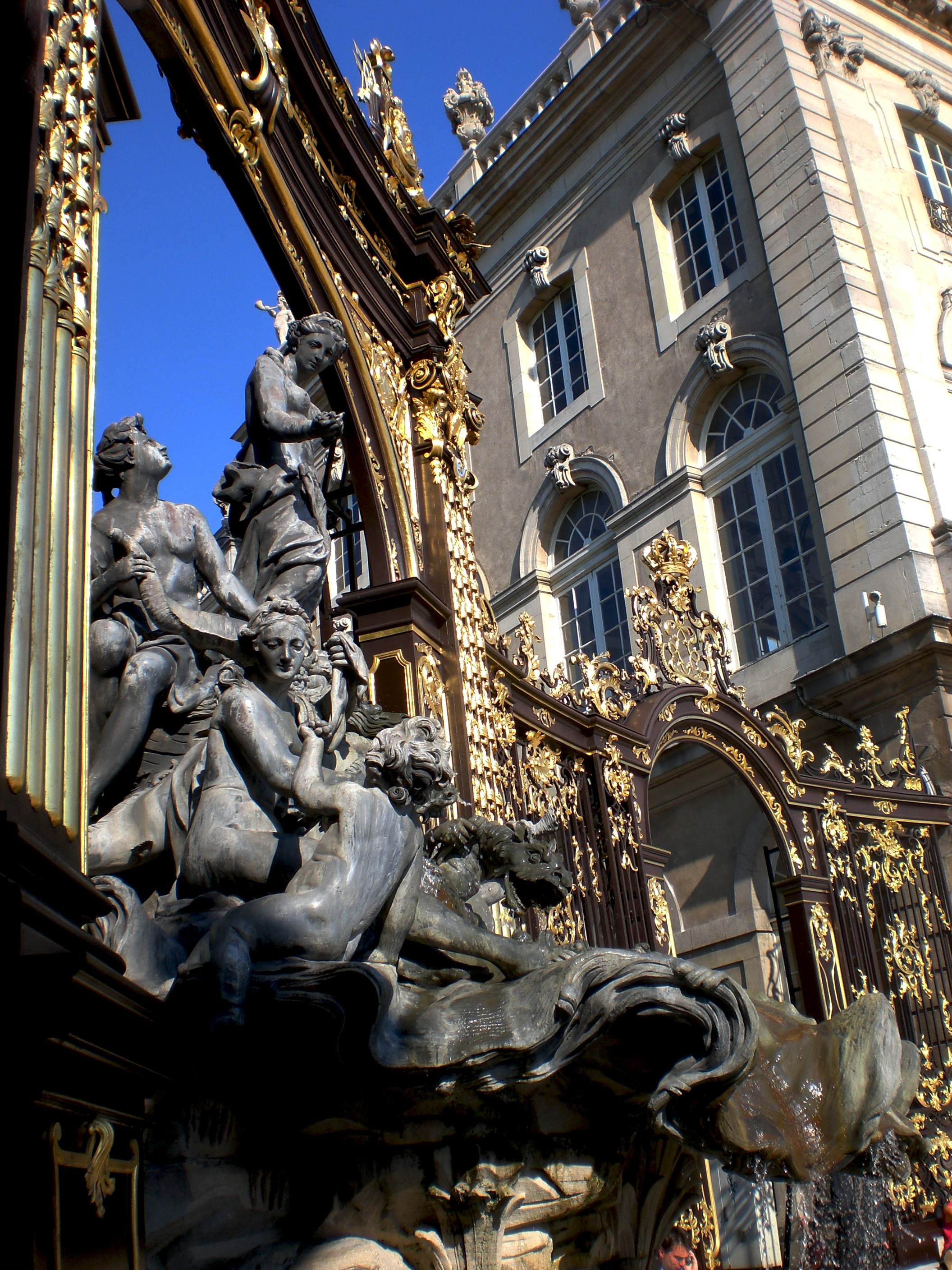
la Fontana di Anfitrite nella Place Stanislas di Nancy, opera del 1751 di B. Guibal

Nell'epica omerica non è completamente personificata: là sul mare aperto, fra i flutti di Anfitrite; il suo epiteto Halosydne ("allevata dal/nel mare") è condiviso da Teti.
Non volendo prendere marito, cercò protezione da Poseidone presso Atlante. Scovata da un delfino mandato dal dio del mare, fu costretta a sposarlo. Dal marito ebbe quattro figli: Tritone, Rodo, Cimopolea e Bentesicima. Tuttavia, non si dimostrò vendicativa nei confronti delle amanti segrete di Poseidone, al contrario delle cognate Era e Persefone. L'unica amante di cui si vendicò fu Scilla, o, secondo altre versioni, Medusa.
Nell'Odissea è dipinta come colei che spinge le onde contro gli scogli e si compiace circondarsi di delfini, cani e altri mostri marini.

### Nella cultura latina
Ai Romani Anfitrite fu sconosciuta: nella mitologia latina, infatti, si chiamava Salacia; quando i poeti latini usano la parola "Anphitrite" la intendono in senso di "mare".

### Nella cultura di massa
Nell'anime C'era una volta... Pollon Anfitrite compare come moglie di Poseidone nell'episodio Poseidone alle Olimpiadi.